# Charlie Kiefer
Charlie Kiefer (Ermont, 6 ottobre 1927 – Caen, 6 dicembre 2012) è stato un illustratore e fumettista francese.

## Biografia
Charlie Kiéfer scoprì il mondo dei fumetti negli anni '50 nello studio di Lucien Nortier. Parallelamente, dal 1953 al 1955 si formò anche nel disegno presso le Arti Applicate. Fu assistente a Lucien Nortier nelle sue serie come Bison Noir e La Flèche brûlée pubblicate nella rivista Pilote, Sam Billie Bill e soprattutto Robin Hood pubblicato su Vaillant . Per quest'ultima serie, sostituì un altro collaboratore di Lucien Nortier: Christian Gaty, nel 1966. Charlie Kiéfer disegnò le pagine di Robin Hood  e Luicien Nortier si occupò della colorazione delle tavole realizzate.
Charlie Kiéfer si dedico alla pubblicità negli anni '70 dell'altro secolo, diventando direttore artistico di un'agenzia pubblicitaria, per poi fondare il proprio studio nel 1984  con la moglie Arlette.
Charlie Kiéfer torno ai fumetti negli anni '90. Lavorò sulla realizzazione di fumetti storici e biografici, in particolare per l'Editions du Triomphe .
Charlie Kiéfer morì di leucemia a Caen 6 ottobre 2012.

## Lavori

### Fumetti
- Robin Hood con Lucien Nortier (inchiostro) e Jean Ollivier (sceneggiatura), 1966-1969
- Le avventure di Thorios, il saggio dell'Oronte con Christian Deschamps (sceneggiatura), Éditions du Triomphe [3], 1998
- Lille, Città della Vergine , Edizioni Faver, 1998
- Con Guy de Larigaudie con Louis-Bernard Koch e Guy Lehideux (sceneggiatura), Éditions du Triomphe, 1999
- Santa Teresa di Lisieux , Edizioni Clovis, 2000
- San Padre Pio , Edizioni Clovis, 2003
- Napoleone III, imperatore dei francesi con Reynald Secher (sceneggiatura), Reynald Secher Éditions, 2003
- Giovanna di Francia, regina e serva... con Guy Lehideux (sceneggiatura), Éditions du Triomphe, 2006
- Bonaparte, General Vendémiaire con Reynald Secher e con Guy Lehideux (sceneggiatura), Reynald Secher Éditions, 2006
- Napoleone I , imperatore dei francesi con Reynald Secher e con Guy Lehideux (sceneggiatura), Reynald Secher Éditions, 2010

### Illustrazioni
- Il 15° calendario Dachs, Edizioni Triomphe
- Cartouche di Louis Fontaine, illustrazioni interne, Edizioni Triomphe
- La piste sauvage des dachs, illustrazioni interne, Edizioni Triomphe
- La spada di Zaddok di Jean-Henri Denz, illustrazioni interne, Edizioni Triomphe

### Libri
- La Piste Sauvage[4]